# Metridia discreta
Metridia discreta är en kräftdjursart som beskrevs av Farran 1946. Metridia discreta ingår i släktet Metridia och familjen Metridinidae. Inga underarter finns listade i Catalogue of Life.